# Cláudio Leonardo Lucchesi
Cláudio Leonardo Lucchesi (São Paulo, 7 de outubro de 1945) é engenheiro eletrônico, pesquisador e professor universitário brasileiro.
Comendador da Ordem Nacional do Mérito Científico, Cláudio é professor emérito da Universidade de Campinas e professor da Faculdade de Computação da Universidade Federal do Mato Grosso do Sul desde 2010 e professor aposentado do Instituto de Matemática e Estatística da Universidade de São Paulo.

## Biografia
Cláudio nasceu na capital paulista, em 1945. Estudou o então primário e o secundário em escolas públicas da capital e ingressou em engenharia eletrônica pela Escola Politécnica da Universidade de São Paulo, em 1964. Em 1971, obteve o mestrado em ciências da computação pela Universidade de Waterloo, com doutorado na mesma área, obtido em 1976.
Em 1970, ingressou como professor da Universidade de Campinas, de onde se tornou professor emérito.

## Prêmios
Em 1979 ganhou o prêmio Jabuti. Em 1996 ganhou o I Prêmio COMPAQ de Estímulo à Pesquisa e Desenvolvimento em Informática. Ganhou o Prêmio Santista de Informática de 1999, um dos mais prestigiosos prêmios acadêmicos nacionais. Ganhou o Prêmio do Mérito Científico da Sociedade Brasileira de Computação em 2007

## Publicações
- Lucchesi, Cláudio L.; Simon, Imre; Simon, István; Simon, János; Kowaltowski, Tomasz (1979). Aspectos Teóricos da Computação. [S.l.]: Instituto de Matemática Pura e Aplicada. CDD 519.4
- Lucchesi, Cláudio L. (1986). Introdução à Criptografia Computacional. Campinas: Papirus/Editora da Unicamp. 132 páginas. CDD-001.543.6